# Nuoto ai campionati mondiali di nuoto 2011 - 200 metri farfalla maschili
La specialità dei 200 metri farfalla maschili ai campionati mondiali di nuoto 2011 si è svolta presso lo Shanghai Oriental Sports Center di Shanghai, in Cina.
Le qualifiche per la semifinale si sono svolte la mattina del 26 luglio 2011, mentre la semifinale si è svolta la sera dello stesso giorno. La finale, invece, si è svolta la sera del 27 luglio 2011.

## Medaglie
| Posizione | Atleta          | Paese       |
| --------- | --------------- | ----------- |
| Oro       | Michael Phelps  | Stati Uniti |
| Argento   | Takeshi Matsuda | Giappone    |
| Bronzo    | Wu Peng         | Cina        |

## Record
Prima della manifestazione il record del mondo (WR) e il record dei campionati (CR) erano i seguenti.
| Record mondiale       | 1'51"51 | Michael Phelps Stati Uniti | 29 luglio 2009 Roma, Italia |
| Record dei campionati | 1'51"51 | Michael Phelps Stati Uniti | 29 luglio 2009 Roma, Italia |

Nel corso della competizione non sono stati migliorati record.

## Batterie
| Pos. | Atleta                  | Nazionalità     | Tempo   | Batteria | Corsia | Note |
| ---- | ----------------------- | --------------- | ------- | -------- | ------ | ---- |
| 1    | Dinko Jukić             | Austria         | 1:55.26 | 5        | 7      |      |
| 2    | Leonardo De Deus        | Brasile         | 1:55.55 | 5        | 1      |      |
| 3    | Bence Biczó             | Ungheria        | 1:55.71 | 3        | 4      |      |
| 4    | Tyler Clary             | Stati Uniti     | 1:55.95 | 3        | 3      |      |
| 5    | Takeshi Matsuda         | Giappone        | 1:55.98 | 5        | 4      |      |
| 6    | Yin Chen                | Cina            | 1:56.23 | 5        | 3      |      |
| 7    | Chad le Clos            | Sudafrica       | 1:56.37 | 3        | 2      |      |
| 8    | László Cseh             | Ungheria        | 1:56.39 | 5        | 6      |      |
| 9    | Paweł Korzeniowski      | Polonia         | 1:56.51 | 5        | 5      |      |
| 10   | Marcin Cieślak          | Polonia         | 1:56.56 | 3        | 7      |      |
| 11   | Michael Phelps          | Stati Uniti     | 1:56.77 | 4        | 4      |      |
| 12   | Stefanos Dimitriadis    | Grecia          | 1:56.82 | 3        | 8      |      |
| 13   | Ioannis Drymonakos      | Grecia          | 1:56.88 | 3        | 1      |      |
| 14   | Kaio Almeida            | Brasile         | 1:56.92 | 3        | 5      |      |
| 15   | Peng Wu                 | Cina            | 1:56.98 | 4        | 3      |      |
| 16   | Michael Rock            | Regno Unito     | 1:57.03 | 3        | 6      |      |
| 17   | Sebastien Rousseau      | Sudafrica       | 1:57.15 | 5        | 8      |      |
| 18   | Jayden Hadler           | Australia       | 1:57.17 | 5        | 2      |      |
| 19   | Velimir Stjepanović     | Serbia          | 1:57.40 | 2        | 7      |      |
| 20   | Ryusuke Sakata          | Giappone        | 1:57.66 | 4        | 5      |      |
| 21   | Robert Zbogar           | Slovenia        | 1:57.71 | 2        | 3      |      |
| 22   | Nikolay Skvortsov       | Russia          | 1:57.85 | 4        | 6      |      |
| 23   | Gyu Cheol Chang         | Corea del Sud   | 1:58.02 | 2        | 6      |      |
| 24   | Joseph Roebuck          | Regno Unito     | 1:58.20 | 4        | 7      |      |
| 25   | Stefan Hirniak          | Canada          | 1:58.72 | 4        | 1      |      |
| 26   | ChiChieh Hsu            | Taipei cinese   | 1:59.33 | 4        | 8      |      |
| 27   | Gal Nevo                | Israele         | 1:59.68 | 2        | 1      |      |
| 28   | Duarte Mourao           | Portogallo      | 1:59.81 | 2        | 4      |      |
| 29   | Israel Duran            | Messico         | 2:00.55 | 2        | 8      |      |
| 30   | Omar Pinzon             | Colombia        | 2:00.79 | 2        | 5      |      |
| 31   | Diego Castillo Granados | Panama          | 2:00.80 | 1        | 2      |      |
| 32   | Travis Nederpelt        | Australia       | 2:00.98 | 4        | 2      |      |
| 33   | Vo Nguyen               | Vietnam         | 2:01.25 | 1        | 4      |      |
| 34   | Jan Sefl                | Rep. Ceca       | 2:01.34 | 2        | 2      |      |
| 35   | Hocine Haciane          | Andorra         | 2:04.14 | 1        | 8      |      |
| 36   | Jessie Lacuna           | Filippine       | 2:04.23 | 1        | 6      |      |
| 37   | Donny Utomo             | Indonesia       | 2:05.23 | 1        | 3      |      |
| 38   | Quy Phuoc Hoang         | Vietnam         | 2:05.42 | 1        | 5      |      |
| 39   | Edwin Angjeli           | Albania         | 2:06.68 | 1        | 1      |      |
| 40   | Rommie Benjamin         | Rep. Dominicana | 2:06.75 | 1        | 7      |      |

## Semifinali
| Pos. | Atleta               | Nazionalità | Batteria | Corsia | Tempo   | Note |
| ---- | -------------------- | ----------- | -------- | ------ | ------- | ---- |
| 1    | Takeshi Matsuda      | Giappone    | 2        | 3      | 1:54.30 |      |
| 2    | Yin Chen             | Cina        | 1        | 3      | 1:54.80 |      |
| 3    | Michael Phelps       | Stati Uniti | 2        | 7      | 1:54.85 |      |
| 4    | Dinko Jukić          | Austria     | 2        | 4      | 1:54.94 |      |
| 5    | Peng Wu              | Cina        | 2        | 8      | 1:55.28 |      |
| 6    | Bence Biczó          | Ungheria    | 2        | 5      | 1:55.35 |      |
| 7    | Chad le Clos         | Sudafrica   | 2        | 6      | 1:55.56 |      |
| 8    | Paweł Korzeniowski   | Polonia     | 2        | 2      | 1:55.85 |      |
| 9    | Tyler Clary          | Stati Uniti | 1        | 5      | 1:56.01 |      |
| 10   | Kaio Almeida         | Brasile     | 1        | 1      | 1:56.06 |      |
| 11   | Marcin Cieślak       | Polonia     | 1        | 2      | 1:56.13 |      |
| 12   | László Cseh          | Ungheria    | 1        | 6      | 1:56.32 |      |
| 13   | Leonardo De Deus     | Brasile     | 1        | 4      | 1:57.58 |      |
| 14   | Ioannis Drymonakos   | Grecia      | 2        | 1      | 1:57.77 |      |
| 15   | Stefanos Dimitriadis | Grecia      | 1        | 7      | 1:58.16 |      |
| 16   | Michael Rock         | Regno Unito | 1        | 8      | 1:58.78 |      |

## Finale
| Pos. | Atleta             | Nazionalità | Tempo   | Corsia | Note |
| ---- | ------------------ | ----------- | ------- | ------ | ---- |
|      | Michael Phelps     | Stati Uniti | 1:53.34 | 3      |      |
|      | Takeshi Matsuda    | Giappone    | 1:54.01 | 4      |      |
|      | Peng Wu            | Cina        | 1:54.67 | 2      |      |
| 4    | Yin Chen           | Cina        | 1:55.00 | 5      |      |
| 5    | Chad le Clos       | Sudafrica   | 1:55.07 | 1      |      |
| 6    | Paweł Korzeniowski | Polonia     | 1:55.39 | 8      |      |
| 7    | Dinko Jukić        | Austria     | 1:55.48 | 6      |      |
| 8    | Bence Biczó        | Ungheria    | 1:55.53 | 7      |      |